# Joánisz Perszákisz
Joánisz Perszákisz (görög nyelv: Ιωάννης Περσάκης) (Görögország, Athén, 1877. – 1943.) olimpiai bronzérmes görög hármasugró.
A legelső újkori nyári olimpián, az 1896. évi nyári olimpiai játékokon, Athénban indult atlétikában, egy versenyszámban: a hármasugrásban. 12,52 méteres eredményével bronzérmes lett.
Testvére, Pétrosz Perszákisz, gyűrűgyakorlarban bronzérmes és csapat korlátgyakorlatban ezüstérmes lett.
Klubcsapata a Panellinios GS volt.